# Conrad Smith
Conrad Gerard Smith (Hawera, Nova Zelanda, 12 d'octubre de 1981) és un jugador de rugbi neozelandès. Juga preferiblement en la posició de centre. Va ser capità dels Hurricanes a la Super Rugby, i ha jugat 94 partits amb la seva selecció nacional, havent guanyat la Copa del món de 2011 i 2015.
Es va retirar de la competició al finalitzar la temporada 2017-2018, incorporant-se llavors a l'equip tècnic de l'últim club on va militar, el Section Paloise francès.

## Carrera nacional
Smith juga pels Hurricanes en el Super Rugby, i també per a Wellington en la ITM Cup. Va fer el seu debut amb Wellington en 2003, i va signar amb els Hurricanes en 2004. La carrera de Smith en aquest darrer equip ha estat plegada de lesions, especialment els anys 2006, 2007 i 2011, que li han suposat que només hagi fet 66 aparicions en les primeres vuit temporades amb aquest equip. És actualment el capità dels Hurricanes, havent liderat l'equip per primera vegada en 2007, en substitució del lesionat Rodney Sota'oialo.

## Carrera internacional
Va fer el seu debut amb els All Blacks als 22 anys, contra Itàlia en 2004. L'any 2007, Smith es va enfrontar a diversos contratemps en la seva major part per lesions. No obstant això, al final va aconseguir tornar a l'equip titular l'any 2008, essent la primera elecció en la posició de centre pels All Blacks.
Smith va ser part de l'equip que va guanyar la Copa Mundial de Rugbi de 2011 en la final contra França en Eden Park (Auckland) el 23 d'octubre de 2011.
Contra Argentina el 28 de setembre de 2013, Smith i el centre interior, Dt.'a Nonu, van aconseguir un rècord de cinquanta partits internacionals junts.
Smith va fer una nova aturada de sis mesos per lesió durant el tour de finalització de l'any 2013, de manera que no va viatjar amb l'equip neozelandès al Japó i Europa.
En 2015 és seleccionat per formar part de la selecció neozelandesa que participa en la Copa Mundial de Rugbi de 2015.
Va formar part de l'equip que va guanyar la final davant la Selecció de rugbi d'Austràlia per 34-17, entrant en la història del rugbi en ser la primera selecció que guanya el titulo de campió en dues edicions consecutives.

### Palmarès i distincions notables
- Rugby Championship: 2005, 2006, 2007, 2008, 2010, 2012, 2013 i 2014
- Copa del Món de Rugbi de 2011 i 2015